# Дуже дивний прибулець
Дуже дивний прибулець (PG: Psycho Goreman) — канадська науково-фантастична комедія жахів 2020 року, сценарист і режисер Стівен Костанскі.

## Про фільм
Тихе передмістя; малолітні брат Люк із сестрою Мімі виявляють загадковий камінь, що світиться. За допомогою якого можна керувати жахливим монстром-генералом з іншої планети.
Незвикла до відмов Мімі забирає артефакт собі і називає інопланетного гостя Психом-розчленовувачем. Інопланетянин так хотів зруйнувати Всесвіт, але тепер йому доводиться коритися безглуздим бажанням шкідливого дівчиська.
А в цей час міжгалактична коаліція виявляє, що їх давній ворог опинився на Землі, і вирішує його знищити.
Це їй вдається із сумнівним успіхом.

## Знімались
| Актор           | Роль          |
| --------------- | ------------- |
| Ніта-Жозе Ганна | Мімі          |
| Овен Майр       | Люк           |
| Метью Нінабер   | Психо-Гореман |
| Кеннет Велш     | оповідач      |